# جین ایر (فیلم ۱۹۴۳)
جین ایر (انگلیسی: Jane Eyre) فیلمی آمریکایی به کارگردانی رابرت استیونسون و اقتباسی از رمانی به همین نام اثر شارلوت برونته است که در سال ۱۹۴۳ منتشر شد.

## بازیگران
- اورسن ولز
- جون فونتین
- مارگارت اوبرایان
- سارا آلگود
- اگنس مورهد
- الیزابت تیلور
- پگی ان گارنر
- ادیت برت
- هیلاری بروک
- بتا سینت جان